# Néoplasticisme
Le néoplasticisme est un mouvement artistique né aux Pays-Bas à partir de la revue De Stijl fondée en 1917 par le peintre néerlandais Theo van Doesburg, et théorisé par Piet Mondrian qui le caractérise par la pratique d'un art abstrait, austère et géométrique. Si la Première Guerre mondiale suscite chez les expressionnistes allemands une architecture utopique de la transparence et du mouvement qui se manifeste dans un cercle d'architectes formant en Allemagne le groupe Gläserne Kette (la « chaîne de verre »), la neutralité des Pays-Bas durant ce conflit catalyse le mouvement hollandais du groupe De Stijl qui revendique la synthèse de tous les arts (peinture, architecture, poésie, arts appliqués) nourrissant ses expérimentations avant-gardistes.

## Définition
Mondrian explique le néoplasticisme comme un principe esthétique défini par trois lois :
1. Il n'y a ni courbes ni obliques mais que des traits verticaux ou horizontaux.
2. Les couleurs sont des couleurs pures uniquement : bleu, rouge et jaune (Mondrian ne parle pas de couleurs primaires : bleu différent du cyan, et rouge différent du magenta), et les non-couleurs : le gris, le noir et le blanc.
3. L'œuvre ne doit pas représenter une symétrie, cependant elle doit faire preuve d'un équilibre parfait.

Chaise Rouge et bleue.

Doesburg prône l'usage exclusif de formes élémentaires (carré, rectangle) et « de l'angle droit en position horizontale, verticale et des trois couleurs primaires auxquelles se joignent les non-couleurs : blanc, noir et gris ». Le noir étant toutes les couleurs ensemble, et le blanc l'absence de couleur.
Pour Mondrian, le noir, le gris et le blanc sont l'immuable, le "spirituel", et les couleurs pures sont le variable.  
La première œuvre vraiment néo-plastique est la Composition avec jaune, rouge, noir, bleu et gris (1920, Stedelijk Museum, Amsterdam, Pays-Bas), signée par Mondrian. Le Néoplasticisme trouve des déclinaisons dans d'autres disciplines comme le design avec la chaise Rouge et bleue réalisée de 1917 à 1918 par Gerrit Rietveld, l'architecture, les arts appliqués, mais sans respecter scrupuleusement les principes définis par Mondrian.

### Art harmonieux
Mondrian déclare à plusieurs reprises de sa carrière qu'il recherchait un art équilibré et harmonieux. Ce n'est pas seulement une préoccupation picturale, puisqu'il considère l'équilibre dans ses œuvres comme équivalents d'une harmonie cosmique. Mondrian est influencé par le peintre russe Kandinsky, ainsi que par le mathématicien néerlandais Matthieu Schoenmaekers qui en 1915 écrivit : « Les deux contraires absolus fondamentaux qui façonnent notre terre sont: la ligne horizontale de pouvoir, c'est-à-dire la course de la terre autour du soleil, et le mouvement vertical, profondément spatial des rayons originaires du centre du soleil ».
La structure géométrique de la peinture de Mondrian est très différente du monde subjectif et gestuel de l'art de Kandinsky avant la guerre. Si l'art néoplastique est un art idéaliste qui ne vise jamais à être "intemporel", ses formes utopiques n'en demeurent pas moins le produit d'une époque particulière. L'ordre et la stabilité ont une très grande importance après le traumatisme de la Première Guerre mondiale et, pour Mondrian et Van Doesburg, l'art a un rôle essentiel à jouer pour reconstruire la civilisation occidentale. Les œuvres de ces deux artistes peuvent en conséquence être considérés comme des exemples, ouvrant une nouvelle voie, moralement et esthétiquement, tandis que l'Europe entre dans une nouvelle phase de son histoire.
En 1942, Mondrian vit à New-York. Ayant passé plusieurs années à explorer les différentes combinaisons de ses éléments picturaux de base - couleurs primaires, grille noire et fond blanc -, il change radicalement de direction, notamment dans son œuvre intitulée Broadway Boogie-Woogie. Le titre suggère qu'il a été directement inspiré par la ville de New York et son plan en damier, ainsi que par le rythme du Jazz. Son langage visuel et son ouverture à des références matérielles révèlent un artiste qui tourne le dos aux restrictions qu'il s'était volontairement imposé avec le néoplasticisme. En effet, bien que les trois lois imposent des traits horizontaux et verticaux, ces derniers dans le tableau sont principalement obliques. Si Mondrian choisit de représenter Broadway, ce n'est pas par hasard, c'est la seule rue majeure de New-York à avoir une orientation oblique, tandis que la ville a été construite suivant un quadrillage parfait.

## En peinture
Piet Mondrian et Theo van Doesburg sous-entendent que leurs tableaux sont constitués d'éléments purement formels, ou plastiques, tels que couleurs, formes, lignes et plans. Toute référence au monde matériel est bannie de leurs toiles, comme dans Composition avec gris, rouge, jaune, et bleu de Mondrian et Composition de Van Doesburg, toutes deux peintes peu après la fin de la Première Guerre mondiale. Ces œuvres sont des exemples de création du mouvement néerlandais De Stijl (Le style), groupe informel de peintres fondé en 1917 et dirigé par Van Doesburg et Mondrian. Le langage visuel dépouillé de ces tableaux en a fait des icônes de l'ère moderne.

### "Composition avec, rouge, gris, bleu et jaune"de Piet Mondrian
Ce tableau de Mondrian apparaît comme une configuration relativement simple d'éléments. Des lignes noires traversent le tableau horizontalement et verticalement, précisément parallèles aux bords de la toile. Elles forment une grille irrégulière contenant des zones de couleurs plates et rectangulaires : noires, plusieurs nuances de gris, et rouge et jaune mêlés de gris. La disposition est asymétrique, mais la manière dont ces blocs de couleur sont associés dans tout le tableau maintient une impression d'équilibre ou d'unité visuelle. Mondrian dira lui-même de ces tableaux : "Vous devez d'abord tenter de voir composition, couleur et ligne et non la représentation comme représentation." Mondrian développe alors une forme d'art doué d'une réalité propre, distincte du reste de l'existence. Les néoplastiques réduisirent le dessin à sa forme la plus basique et n'employèrent que  trois couleurs pures : bleu, rouge et jaune.

## Architecture
| |  |  |
| La maison Schröder de Rietveld , véritable équivalent fonctionnel au tableau abstrait de Mondrian Composition en rouge, jaune, bleu et noir (1921). |  |  |

Mondrian estime que la « vraie » architecture est équivalente à la « vraie peinture » (son néoplasticisme), la première étant une transposition en trois dimensions de la seconde.
Un des meilleurs exemples est la maison Schröder de Rietveld construite en 1924, et qui est une illustration de l'aventure néoplastique de l'architecte néerlandais qui meuble l'intérieur et le dote de cloisons coulissantes, pour répondre à une demande d'espaces de vie modulables, espaces structurés en couleurs et lumières. « L'angle droit, transformé en dogme par Mondrian, est au cœur du volume d'ensemble cubique comme des moindres détails de structure ou de décoration : les fenêtres, qui sont tournées vers l'extérieur, ne s'ouvrent que dans une position, à 90° par rapport à la façade. Les couleurs du revêtement sont celles d'un tableau de Mondrian et les façades, régies par un système complexe de contrepoints et de rapports de proportions mathématiques, sont de grandes constructions claires et rigoureuses sans axe de symétrie ; l'ensemble est ordonné mais dynamique et ouvert en raison de l'intersection de nombreux plans et de la finesse des poteaux et balustrades des balcons ».
Le néoplasticisme entretient des rapports très étroits avec l'architecture rationaliste, de Le Corbusier à Constantin Melnikov, de Ludwig Mies van der Rohe à Gerrit Rietveld, « et aboutissent de façon simultanée à la notion d'intégration des arts ».

## Sources
- Cet article est partiellement ou en totalité issu de l'article intitulé « Néo-plasticisme » (voir la liste des auteurs).